# Distretto di Gümüşhacıköy
Il distretto di Gümüşhacıköy (in turco Gümüşhacıköy ilçesi) è uno dei distretti della provincia di Amasya, in Turchia.